# Rebecca Luker
Rebecca Luker (Birmingham, 17 de abril de 1961–Manhattan, 23 de diciembre de 2020) fue una actriz y cantante estadounidense reconocida por su participación en musicales de Broadway durante cerca de tres décadas. Fue nominada a tres Premios Tony, tres premios del Outer Critics Circle y dos Premios Drama Desk.
Falleció el 23 de diciembre de 2020 a los cincuenta y nueve años por complicaciones con un esclerosis lateral amiotrófica que le fue diagnosticada a finales de 2019.

## Créditos teatrales

### Broadway
| Año       | Título                             | Papel          |
| --------- | ---------------------------------- | -------------- |
| 1988–1991 | The Phantom of the Opera           | Christine Daaé |
| 1991–1993 | The Secret Garden                  | Lily           |
| 1994–1997 | Show Boat                          | Magnolia       |
| 1998–1999 | The Sound of Music                 | Maria Rainer   |
| 2000–2001 | The Music Man                      | Marian Paroo   |
| 2003      | Nine                               | Claudia        |
| 2006–2010 | Mary Poppins                       | Winifred Banks |
| 2013–2014 | Rodgers + Hammerstein's Cinderella | Marie          |
| 2016      | Fun Home                           | Helen Bechdel  |

## Filmografía

### Televisión
| Año       | Título                            | Papel           | Notas       |
| --------- | --------------------------------- | --------------- | ----------- |
| 2000      | Cupid & Cate                      | Annette         | Telefilme   |
| 2004      | Law & Order: Special Victims Unit | Wendy Campbell  | 1 episodio  |
| 2010      | The Good Wife                     | Carleen Loren   | 1 episodio  |
| 2011      | Submissions Only                  | Hannah Labove   | 1 episodio  |
| 2011      | Law & Order: Special Victims Unit | Mrs. Walsh      | 1 episodio  |
| 2012      | Boardwalk Empire                  | Sister Agnes    | 4 episodios |
| 2015      | Law & Order: Special Victims Unit | Lisa Parker     | 1 episodio  |
| 2017      | Elementary                        | Virginia Spivey | 1 episodio  |
| 2018–2019 | NCIS: New Orleans                 | Rose LaSalle    | 3 episodios |
| 2020      | Bull                              | Michele Downey  | 1 episodio  |

### Cine
| Año  | Título                                        | Papel       | Notas  |
| ---- | --------------------------------------------- | ----------- | ------ |
| 1997 | Beauty and the Beast: The Enchanted Christmas | Voz         | Video  |
| 2006 | Spectropia                                    | Cantante    |        |
| 2012 | Not Fade Away                                 | Marti Dietz | [ 20 ] |
| 2014 | The Rewrite                                   | Joan        | [ 20 ] |